# En heavy resa
En heavy resa (finska: Hevi reissu) är en finsk musikkomedifilm från 2018 regisserad av Jukka Vidgrén och Juuso Laatio efter ett manus av Vidgren, Laatio, Aleksi Puranen och Jari Olavi Rantala.
Uppföljaren En heavy resa 2 hade premiär 2024.

## Handling
Filmen handlar om det misslyckade hårdrocksbandet Impaled Rectum som ska göra en första större spelning på en festival i Norge.

## Rollista
- Johannes Holopainen – Turo Moilanen
- Samuli Jaskio – Lotvonen
- Antti Heikkinen – Jynkky
- Max Ovaska – Pasi / Xytrax
- Minka Kuustonen – Miia
- Ville Tiihonen – Jouni Tulkku
- Kai Lehtinen – Kujanpää
- Chike Ohanwe – Oula
- Pirjo Lonka – vårdare Pirjo
- Martti Syrjä – Lotvosens pappa
- Sinikka Mokkila – Lotvosens mamma
- Pertti Sveholm – kommunchef
- Rune Temte – Frank Massegraav
- Joel Hirvonen – Rankinen #1
- Anssi Niemi – Rankinen #2
- Ville Hilska – Rankinen #3
- Iikka Forss – präst
- Torstein Bjørklund – gränsvakt Christensen
- Helén Vikstvedt – överste Anette Dokken

## Produktion
Filmen är producerad i finsk-belgisk-norsk samproduktion av Making Movies i samarbete med FilmCamp, Umedia och Mutant Koala.

## Musik
Originallåtarna från bandet Impaled Rektum som förekommer i filmen är komponerade av Mors Subitas gitarrist Mika Lammassaari. Sångerna sjungs av Eemeli Bodde från Mors Subita. Lauri Porra var ansvarig för resten av filmens komposition.